# Solly Betesh
Salomón "Solly" Betesh (Ciudad de Panamá, Panamá, 2 de octubre de 1964) es un piloto de carreras de automovilismo de velocidad panameño. Compite principalmente en la República de Panamá.

## Carrera
Solly Betesh se inicia en el automovilismo en el año 1986, compitiendo principalmente en carreras de aceleración o cuarto de milla. A partir del año 1990 se establece como un activo competidor en competencias de circuito. Betesh es un consistente ganador de los principales eventos automovilísticos de Panamá, tales como El Gran Premio Presidente de la República, Grand Prix de Panamá, Los 500 km Viceroy, La Copa Centenario, así como varios eventos internacionales.
Betesh logra coronarse campeón de la Copa Jorge Batinovich en el año 2005, en las categorías GT1 y ST1 del Campeonato Nacional de Automovilismo corrido en el circuito de Río Hato.
En el año 2017 y 2018 vuelve a coronarse como Campeón Nacional en la categoría Gran Turismo, conduciendo un vehículo Audi R8 LMS Ultra en la primera temporada realizada en el nuevo Circuito Internacional de Panamá, ubicada en La Chorrera. En la misma temporada Betesh logró imponer el récord de pista con tiempo de 1:22:032.